# TaiwanPlus
TaiwanPlus為中華民國文化部「國際影音串流平台計畫」設立的影音串流平台，是台灣首個向國際觀眾宣揚台灣的英語影音新聞和節目的平台，平台於2021年8月30日正式上線。2022年6月9日平台由公共電視文化事業基金會經營，並於10月3日開播電視頻道。

## 歷史

### 初期規劃
早在2020年7月，中華民國文化部便開始委託公視基金會建置英語網路影音平台，規劃國際數位傳播發展計畫，向世界宣告台灣的經驗與價值。這個名叫「國際傳播數位計畫」的前導計畫耗資新台幣10億元，原計劃2021年上線，涵蓋新聞、節目、專題、紀錄片等內容。外界普遍質疑，該計畫會令公視成為類似中國中央廣播電視總台的大外宣機構；而公視董事馮小非曾一度於Facebook貼文抨擊，蔡英文政府介入公視經營、罔顧公視獨立性，就連公視高層也沒守住應守防線。多位董事表達不滿之下，公視於7月27日舉行臨時董事會，最終以11票對4票通過影音平台計劃，時任公視總經理曹文傑、執行副總經理謝翠玉、新聞部經理蘇啟禎當場辭職抗議。最終，文化部於29日宣佈終止有關「國際影音平台」委託案，但會另尋執行方式，力爭次年1月1日開播。

### 中央社承接
該計劃最終於2021年5月由中央通訊社承接，正式定名為「TaiwanPlus」，由福斯傳媒集團亞洲區執行副總裁暨大中華區董事總經理蔡秋安擔任執行長。2021年8月30日，TaiwanPlus正式上線，公視戲劇《斯卡羅》也將打頭陣、同步搶先在海外地區獨家首播。
中央社稱，TaiwanPlus是台灣有史以來最大的台灣視訊平台，目的是將台灣的節目、新聞和故事帶到全世界，內容設定包括嚴肅的新聞議題、軟性的文化及藝術主題。TaiwanPlus旨在發出台灣的聲音，向英語世界提供區域事件和問題的多媒體報導。路透社則報導，TaiwanPlus成立時，正值中國積極透過英語媒介，尤其是透過中國環球電視網(CGTN)向外界傳播其觀點，並「同時在打壓台灣的國際空間」。

### 公視經營
2022年6月9日，文化部與中央社合約到期，TaiwanPlus移交公視經營。2022年8月17日，國家通訊傳播委員會（NCC）核准公視新增「TaiwanPlus」服務，以傳統的電視頻道形式開播，同時於其他電視平台上架；9月8日起於無線數位頻號CH7進行頻道訊號測試，預計於10月3日開播。2022年9月14日，中華電信MOD新增「TaiwanPlus」頻道；於10月3日免訂閱上架，定頻於558台。2022年10月3日正式開台，文化部部長李永得受訪時表示，争取在未来六个月内落地美国。

## 大事記
- 2021年8月，TaiwanPlus網站、APP及四大社群平台（YouTube、Facebook、Twitter、Instagram）正式上線

- 2022年8月，美國眾議院議長裴洛西訪台引發全球關注，TaiwanPlus新聞團隊陸續登上美、英、澳、韓、卡達、印度等各國國際媒體受訪，傳達具有台灣觀點的看法與評論。包括美國《國家廣播公司新聞網》(NBC News)、英國《英國廣播公司》(BBC News)、英國《泰晤士電台》（Times Radio）、英國《天空新聞台》（Sky News）、澳洲《九號電視網》(9 News Australia)、卡達《半島電視台》(Al Jazeera) 以及印度《今日印度》（India Today TV）與印度《新德里電視台》（NDTV）、南韓《阿里郎電視台》（Arirang News）等。

- 2022年10月，TaiwanPlus頻道開播，Livestream直播在YouTube同步上線。

- 2022年10月，TaiwanPlus原創節目《Road to Legacy登台之路》榮獲第57屆電視金鐘獎。

- 2022年11月，TaiwanPlus直播「Decision 2022」九合一大選開票特別節目。

- 2023年4月，TaiwanPlus原創紀錄片《蔡明亮的電影夢》榮獲美國紐約電影節紀錄片銅獎。

- 2023年8月，TaiwanPlus頻道落地美國以及新加坡。

- 2023年8月，TaiwanPlus原創節目《The Jennie Show》榮獲亞洲內容大獎最佳亞洲喜劇奬銀獎。

- 2024年12月，TaiwanPlus以Broken News獲得新加坡亞洲影藝創意大獎最佳新聞/時事節目獎。[24]

## 任職人員

### 新聞主播
| Betty Chen           | Eric Gau                         | Erika Liu（劉艾立） | Ethan Liu（劉傑中）   |
| Jaime Ocon（歐海美） | Leslie Liao Chang-Lei （廖昌磊） | Rik Glauert         | Sandy Chi             |
| Yin Khvat（郭一吟）  | Yvonne Yang                      | Joyce Tseng         | Reece Ayers（倪瑞森） |

## 爭議

### 通共爭議
有網友與媒體指出，參與TaiwanPlus平台視覺識別系統設計的JL Design公司，同樣也承包中华人民共和国官方媒體中國中央電視台旗下中國中央電視台紀錄頻道和中国环球电视网纪录频道的頻道包裝設計。2022年2月，外媒駐台記者Sam Reynolds發現，TaiwanPlus影音平台流量少得可憐，實在難以達到「宣揚台灣」效果。台灣民眾黨對此批評，該平台無助於把台灣特色行銷到世界。且民眾最不能接受的是，民主進步黨高喊「抗中保台」的理念，但負責TaiwanPlus品牌識別設計的設計業者，竟然是「中國官媒包裝老手」，多次接案幫央視和中國環球新聞網行銷，「這樣的廠商，是否明顯跟執政黨的主張不符？」。

### 收視率低迷
TaiwanPlus軟開台(Soft launch)一年後，TaiwanPlus App下載約十二萬次，相較當初設定百萬人次，達成率僅一成多，引起國民黨立委萬美玲批評。

### 電視台成立無法律依據
2022年10月，國民黨立委林奕華在立法院質疑NCC與文化部，表示TaiwanPlus「100%由政府出資的TaiwanPlus電視頻道竟沒有法源依據」，認為是「黨政軍進入媒體」。她還表示，從行政院動用第二預備金，文化部原本要給公視，但因有爭議所以經費寄生在中央社1年，最近才回歸公視，但立法院當初同意TaiwanPlus是成立平台，並沒有允許TaiwanPlus成立電視頻道，顯然有違當初文化部給立法院的預算承諾。

### 不当称呼美国总统候選人
2024年11月6日，在TaiwanPlus制作的美国总统大选专题报導将總統當選人特朗普描述为「被定罪的重刑犯」（convicted felon），該報導中的委外記者Louise Watt稱：「這次選舉將會成為一個歷史時刻，美國人到底會選出一個女性總統，還是一個被定罪的重刑犯？看來美國選擇了重刑犯。」之后引来在野党批评。隨後TaiwanPlus撤下該報導。
事實上，川普除在紐約州因封口費案進入量刑階段，且視情況判刑，雖川普已揚言上訴之外，其餘三案均尚未開庭。傳播學者羅世宏支持Louise Watt的報導，指出國際媒體也用「felony」一詞形容川普；並反過來指責TaiwanPlus撤下報導是逕行自我審查，會影響公眾對其的信任。無國界記者也認為記者的描述是「敘述性的事實」（factual description）。

## 備註
1. ↑  含凱擘投資的大新店有線電視、屏南有線電視
2. ↑  原为卫视中文台播出的频道，2024年1月1日因停播空出。祥通有线电视为确保其提供的服务符合法律法规，故在马祖境内的31频道上架TaiwanPlus。

## 外部連結
- 官方网站